# براندان وودز
براندان وودز (بالإنجليزية: Brendan Woods)‏ هو لاعب هوكي الجليد أمريكي، ولد في 11 يونيو 1992 في بالميرا في الولايات المتحدة.

## وصلات خارجية
- براندان وودز على موقع دوري الهوكي الوطني (الإنجليزية)
- براندان وودز على موقع EliteProspects.com (الإنجليزية)
- براندان وودز على موقع HockeyDB.com (الإنجليزية)
- براندان وودز على موقع Hockey-Reference.com (الإنجليزية)